# Васильчиков, Владимир Александрович
Влади́мир Алекса́ндрович Васи́льчиков (1922—1988) — советский волейболист, игрок сборной СССР (1949). Чемпион мира 1949, четырёхкратный чемпион СССР. Нападающий. Мастер спорта СССР.
В 1945—1950 выступал за команду «Динамо» (Москва). В её составе: 4-кратный чемпион СССР (1945—1948), серебряный (1950) и бронзовый (1949) призёр чемпионатов СССР, обладатель Кубка СССР 1950.
В составе сборной СССР в 1949 году стал чемпионом мира и чемпионом Всемирных студенческих игр.